# Hidalgo, Tierra Blanca
Hidalgo är en ort i Mexiko.   Den ligger i kommunen Tierra Blanca och delstaten Veracruz, i den sydöstra delen av landet, 300 km öster om huvudstaden Mexico City. Hidalgo ligger 91 meter över havet och antalet invånare är 111.
Terrängen runt Hidalgo är platt. Runt Hidalgo är det ganska tätbefolkat, med 65 invånare per kvadratkilometer. Närmaste större samhälle är Tetela, 11,1 km sydväst om Hidalgo. Trakten runt Hidalgo består till största delen av jordbruksmark.